# Rejane Cândida
Rejane Cândida da Silva (Crixás, 21 de outubro de 1976) é uma arqueira paralímpica e ex-tenista paralímpica brasileira. Já representou o Brasil em Jogos Parapan-Americanos, Jogos Paralímpicos de Verão, entre outras competições.

## Biografia e carreira
Rejane é natural de Crixás, Goiás. Ela teve poliomielite aos cinco anos e ficou paraplégica. Sua primeira modalidade adaptada foi o tênis em cadeira de rodas que ela começou a praticar em 2004. Em setembro de 2020 migrou para o tiro com arco.
Rejane representou o Brasil nos Jogos Paralímpicos Rio 2016. Disputou os Jogos Parapan-Americanos Lima 2019, sendo essa sua última competição pelo tênis em cadeira de rodas.
Nos Jogos Paralímpicos de Tóquio 2020 disputou na modalidade de tiro com arco feminino classe W1 e terminou a disputa na 11ª posição. Em março de 2021, no Campeonato Parapan-Americano de Tiro com Arco, em Monterrey, no México, ela conquistou a medalha de prata na classe W1 (para atletas com deficiências graves em três ou quatro membros) após perder a final para a norte-americana Lisa Coryell. Em agosto de 2022, foi campeão brasileira na disputa individual.
Rejane trabalha em uma escola particular como auxiliar de educação física.
Ela intercala o trabalho com as atividades de atleta: treina duas vezes por semana em quadra no período da tarde e nos outros dias, preparação física em academia.

## Principais conquistas
- 2021: Campeonato Parapan-Americano de Tiro com Arco – prata[6]